# Sint-Maximinuskerk (Delettes)

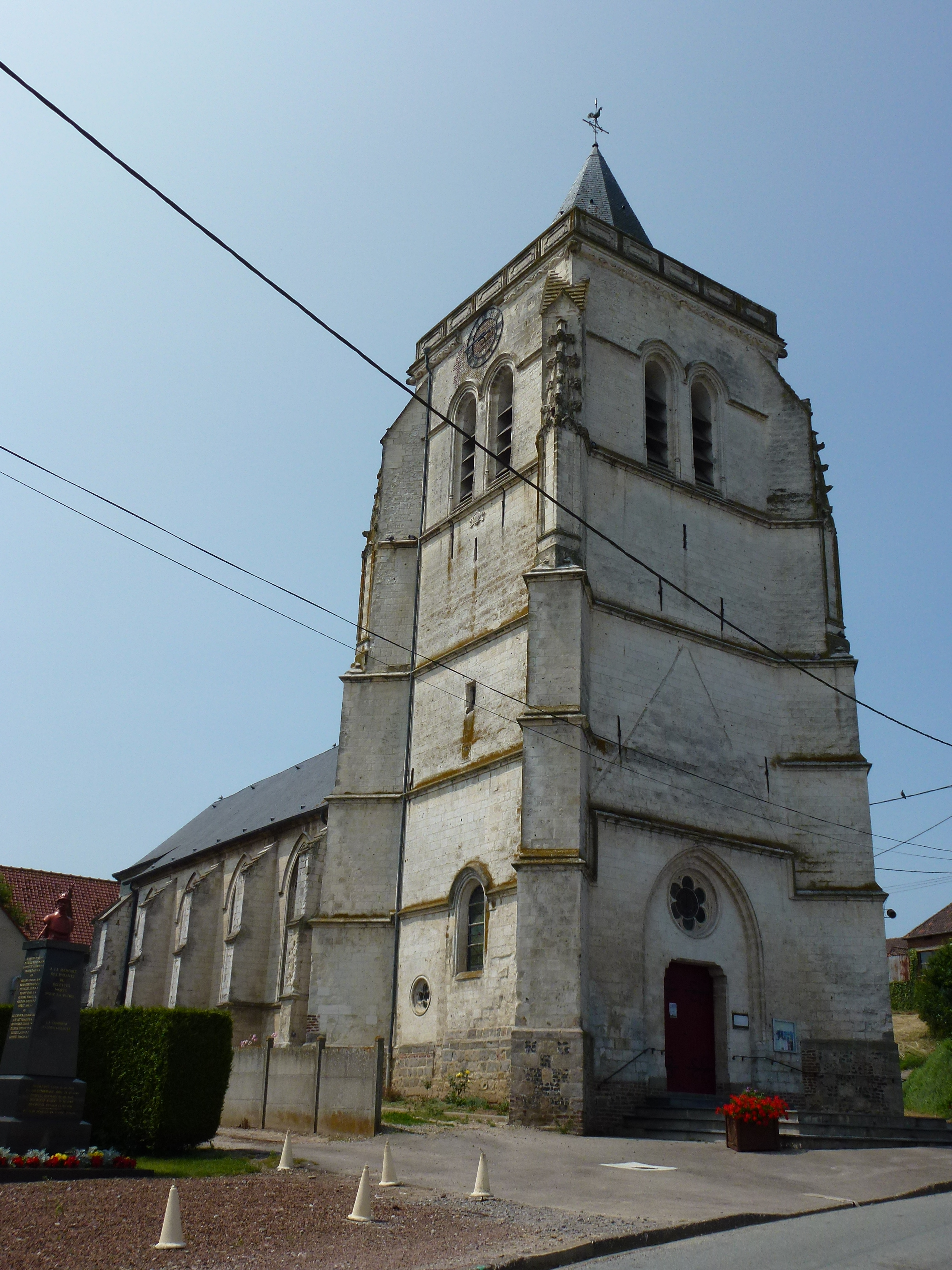
Sint-Maximinuskerk

De Sint-Maximinuskerk (Église Saint-Maxime) is de parochiekerk van de tot het Franse departement Pas-de-Calais behorende plaats Delettes.

## Geschiedenis
In 1119 werd voor het eerst melding van een kerkgebouw in Delettes gemaakt. Een gepolychromeerd beeld van Sint-Maximinus werd omstreeks 1200 vervaardigd en bevindt zich tegenwoordig in het Musée de l'hôtel Sandelin te Sint-Omaars.
In 1537 werd de kerk grotendeels verwoest tijdens het conflict tussen keizer Karel V en koning Frans I van Frankrijk.
Tussen 1602 en 1620 werd de toren hersteld, en de tekst:
Lan mil six cens dix sept
De iung le premier jour
Fut mise la première assiette
Du fondement de ceste tour
(in het jaar 1617 op de eerste juni werd de eerste steen van het fundament van deze toren gelegd).
Tijdens de Franse Revolutie (einde 18e eeuw) werd de kerk en zijn bezittingen openbaar verkocht en in 1801 werd het weer een parochiekerk, maar deze was geheel vervallen. Van 1873-1874 werd de kerk hersteld en vergroot, om in 1875 weer ingezegend te worden. In 1893 vonden ingrijpende werkzaamheden plaats waarbij onder meer het oude koor werd gesloopt. Aan de westzijde kwam een nieuw koor en in de toren kwam een nieuw portaal, waarmee de kerk naar het westen werd georiënteerd.
Vanaf 1995 vond opnieuw een restauratie plaats, en in 1997 werd de kerk weer voor godsdienstoefeningen opengesteld.

## Gebouw
Het betreft een eenbeukig natuurstenen kerkgebouw met zware voorgebouwde toren. Het interieur wordt overkluisd door een houten tongewelf.